# 加莱拉 (西班牙)
加莱拉，是西班牙安达卢西亚自治区格拉纳达省的一个市镇。总面积118平方公里，总人口1284人（2001年），人口密度11人/平方公里。